# Pitch & Putt
Pitch & Putt (auch Pitch und Putt, englisch Pitch and putt, sinngemäß: „Abschlagen und einlochen“) ist eine vereinfachte Variante der traditionellen Ballsportart Golf.

Szene aus einer englischen Pitch & Putt-Anlage

Die Regeln des Pitch & Putt sind im Wesentlichen die gleichen wie beim Golf. Es gilt, einen Ball mit möglichst wenigen Schlägen vom Abschlag in das Loch zu spielen, wobei verschiedene Golfschläger benutzt werden. Im Gegensatz zum Golf sind hier nur drei unterschiedliche erlaubt, von denen einer ein Putter sein muss. Hauptunterschied zum Golf sind die deutlich kürzeren Spielbahnen. Mit durchschnittlich 90 m, beträgt ihre Länge üblicherweise zwischen 40 m und 120 m, nach traditioneller Golfdefinition somit sämtlich Par-3-Löcher. Die Gesamtlänge überschreitet 1200 m nicht.
Beim Pitch & Putt sollte idealerweise der Ball vom Abschlag mit einem einzigen Schlag, dem Pitch, zum Grün gespielt werden, gefolgt von Putts, um das Loch zu beenden. Das Pitch & Putt ist aufgrund seiner geringeren Schwierigkeit für Anfänger als Einstieg zum „echten“ Golf geeignet.